# AK-12
AK-12（ロシア語: 5,45 мм автомат Калашникова АК-12, ロシア語ラテン翻字: 5.45mm avtomat Kalashnikova AK-12、「5.45mmカラシニコフ自動小銃 AK-12」の意）(GRAU：6P70)とは、2011年に開発が公表され、2018年にロシア連邦軍が採用したアサルトライフルである。

## 概要
AK-12はカラシニコフ・コンツェルン社（旧:イズマッシュ社）が設計・製造したアサルトライフルで、AKライフルの第5世代にあたる。カラシニコフ・コンツェルン社はこれら第5世代AKをRatnikシリーズと呼称している。
ロシア連邦軍への納入が提案され、テストが行われた結果、2015年4月、ロシア国防省はラトニク歩兵近代化計画の標準火器として、カラシニコフ・コンツェルン社が製造するアサルトライフルを選定したことを公表した。選定されたのは、AK-12と同様の5.45x39mm弾を使用するA-545である。

## 特徴
マガジンは通常の30連ボックスマガジンの他に、RPK-16用の95連ドラムマガジンや、過去に製造された各種AKシリーズ用マガジンも使用可能となっており、ショルダーストックは携行性を重視して折り畳むだけでなく、射手の体格に合わせて伸縮も可能となっている。
なお、AK-12 (1型)のストックはAR-15のバッファーチューブストックに非常に形状が似ているが互換性はない。
レシーバートップとハンドガードにピカティニーレールが追加され拡張性が上がり、バレル部のライフリングやマズル・ブレーキも詳細は不明だが新設計されており、精度が向上したという。
従来のAKシリーズのセレクターレバーはダストカバーを兼ねた大型のもので、操作の際にはグリップから手を離して操作する必要があった。AK-12プロトタイプではグリップから手を離さずに左右どちらの親指でも操作出来る様に、レシーバー両側のグリップ直上に独立した小型のセレクターレバーが備えられていた。ところが、2016年に完成したモデルでは、グリップを握ったままセレクターレバーを右手人差し指で操作できるよう小改良は加えられていたものの、従来の操作方法と大差はなかった。2021年モデルおよびAK-12 (3型)では左手でグリップを握ったままセレクターレバーを親指で操作できるよう大きな改良が加えられた上、さらにセレクター軸の左側に新たにレバーを追加することで右手親指でも操作できるようになり、ようやくプロトタイプと同様の操作性となった。
射撃モードはセミオート、2点バースト、フルオートである。フロントサイトは銃身先端からガスポート上に変更され、リアサイトはこれまでよりも後方にあたるレシーバー後端のピカティニーレール上に設置されている。
2019年、社員が投稿した連続発射による耐久テストの映像では、撃ち続けて480発目の時点でプラスチック臭と煙が出て、680発目を撃ったところで銃身が壊れた。この結果は、AK74Mで同様の耐久テストしたケースと比較して、ほぼ100発分上回っているとされている。

## 歴史

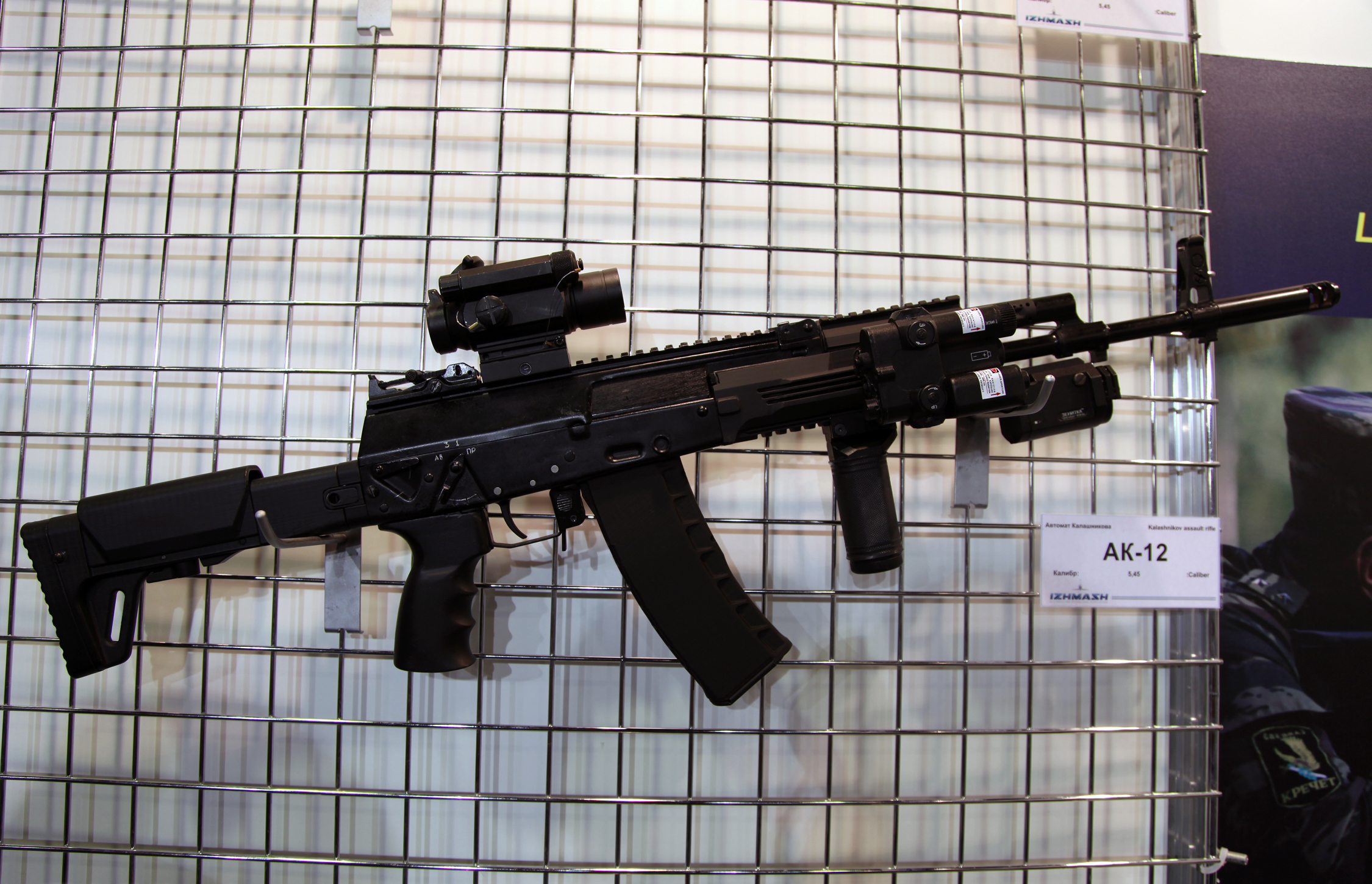
TVM-2012にて展示されたAK-12プロトタイプ。ドットサイト、フォアグリップ、レーザーサイトを装備している。

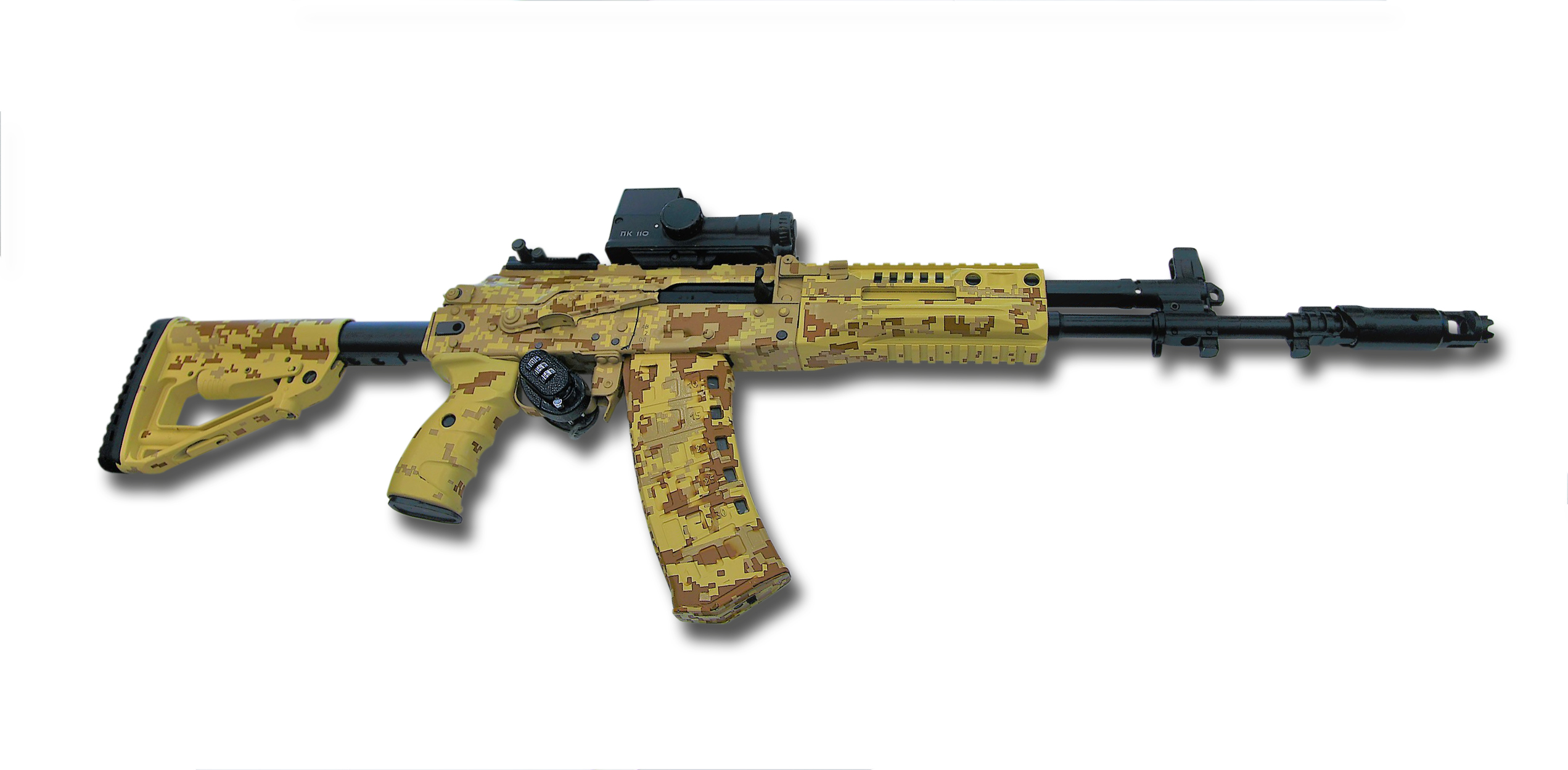
ARMY-2016にて展示されたAK-12 (1型)。Valday PK 110コリメーターサイトが取り付けられている。

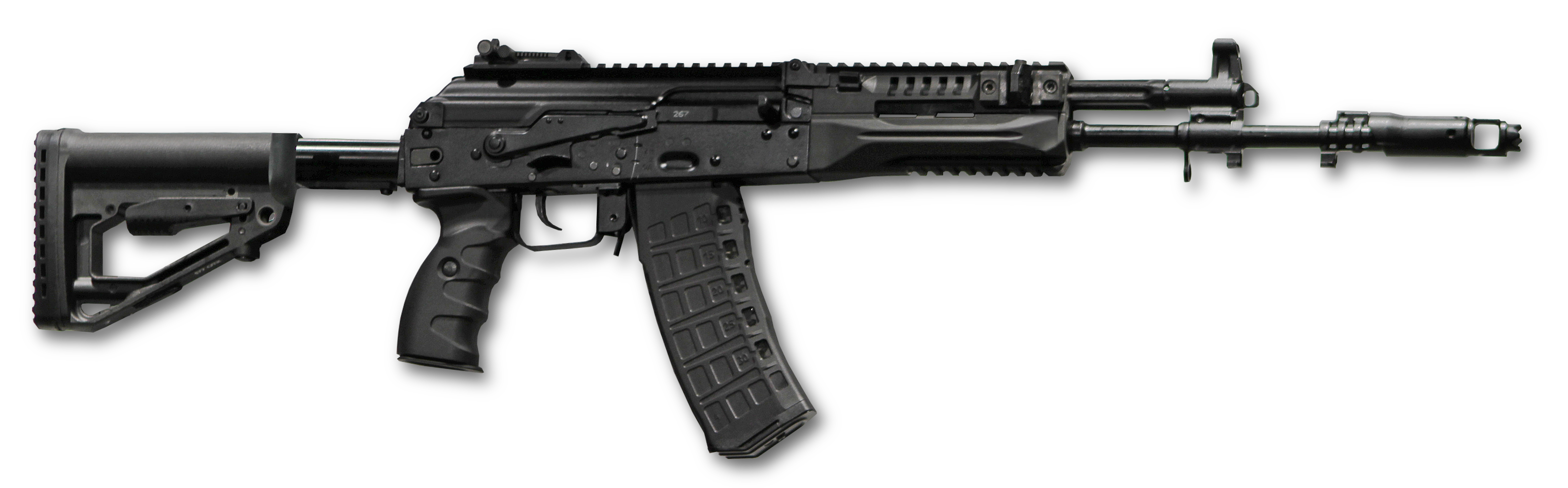
AK-12 (1型)

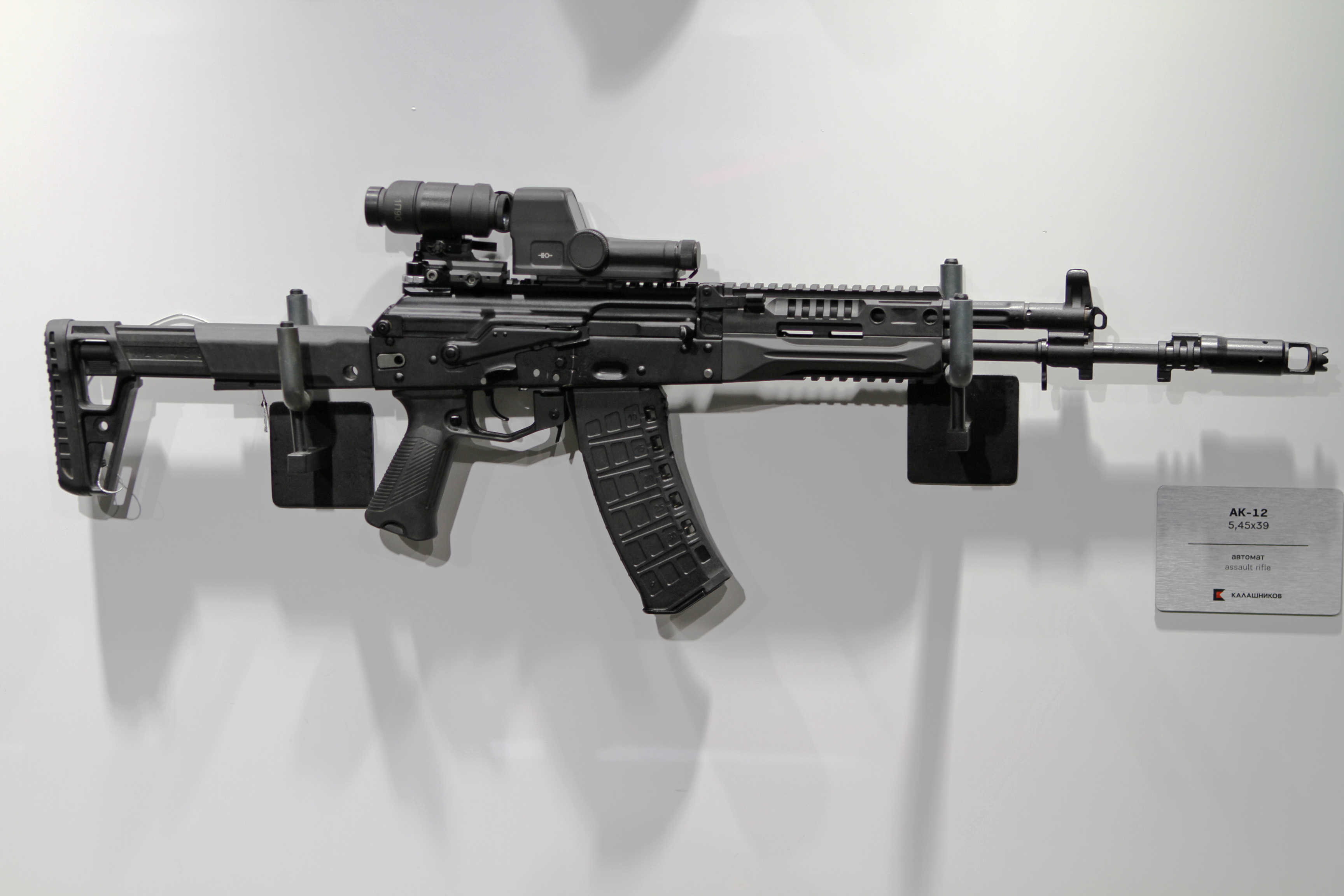
ARMY-2020にて展示されたAK-12 (2型)。1P87コリメーターサイトおよび1P90マグニファイアが取り付けられている。

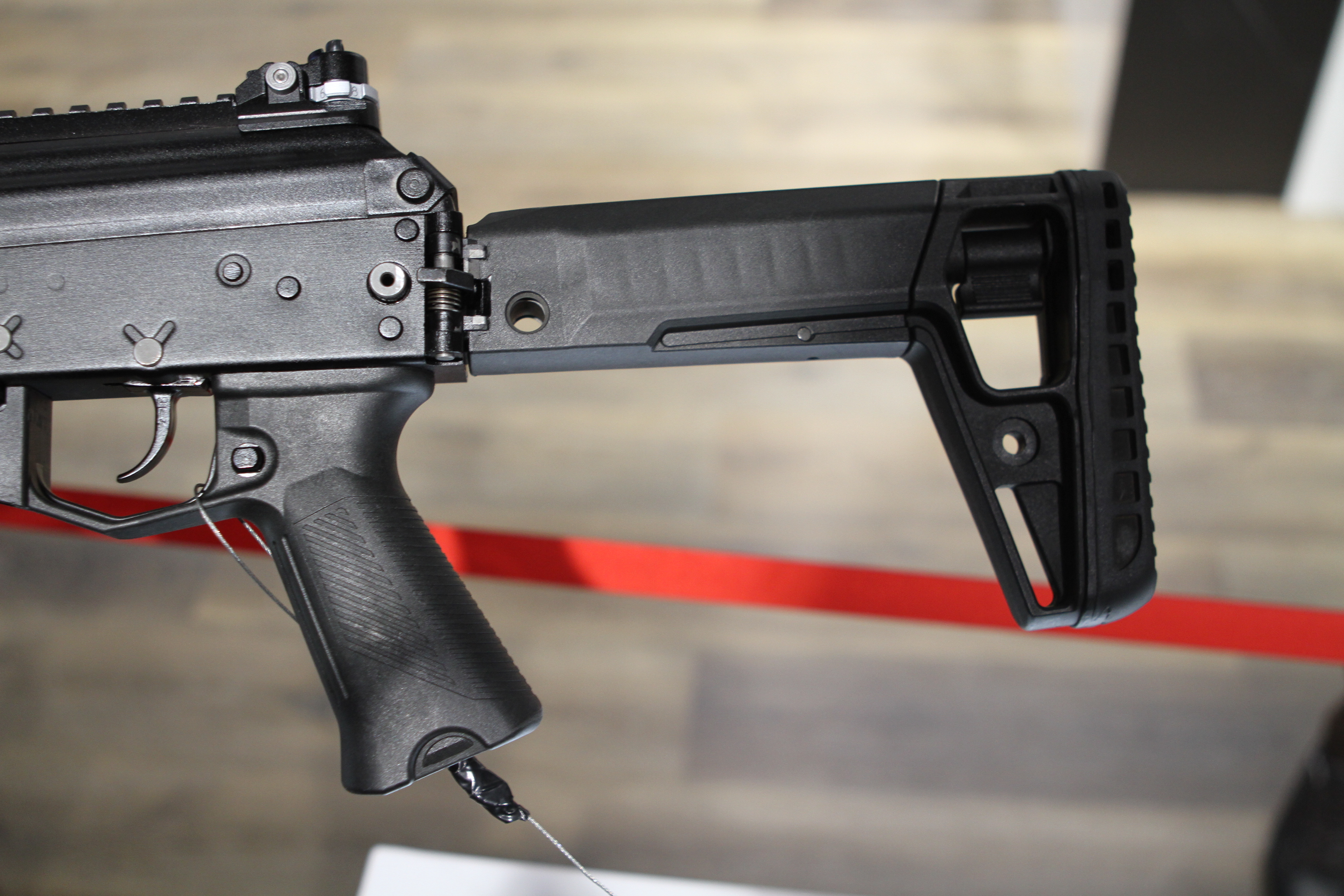
ARMY-2020にて展示されたAK-12 (2型)のストック。軽量ポリマー製のL字型サイドフォールディングストック。折り畳み式かつ6段階の調整が出来る伸縮式。

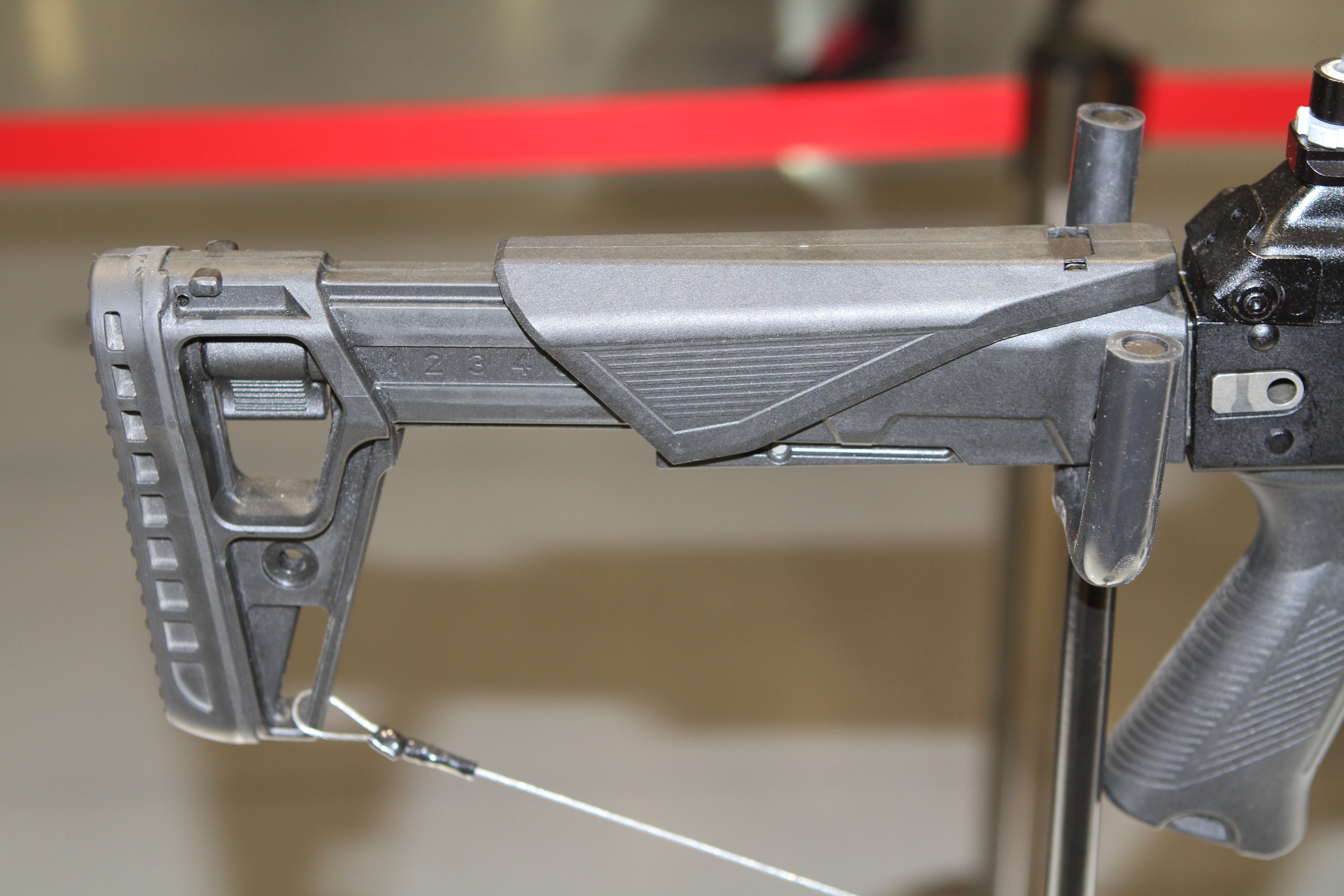
ARMY-2021にて展示されたAK-12のストック。AK-12 (2型)の銃床に追加のチークライザーを備えた。

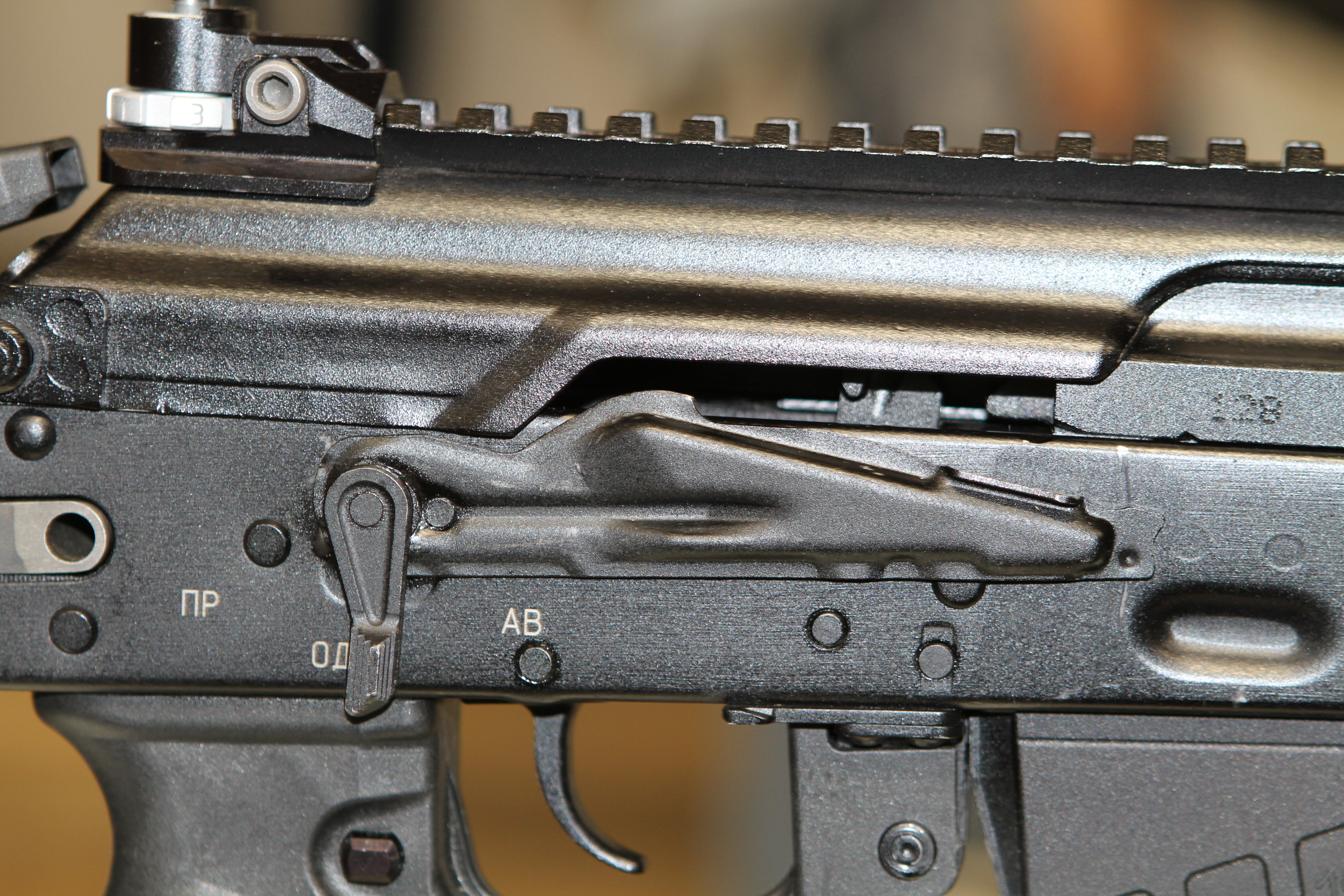
ARMY-2021にて展示されたAK-12のセレクター。AK-12 (2型)のセレクターをアンビ化し、2点バースト機能を廃止した。

2010年5月、イズマッシュは、AK74Mを原型に改良が加えられた新型小銃AK-200の国家試験が2011年から始まると発表した。
2011年6月からイズマッシュのウラジーミル・ズロービン技師によって第5世代主力小銃として開発された。この際に試作品（AK-200）の仮称はAK-12とされたが、ロシア連邦の政府機関による制式採用名ではない。2011年9月下旬にはロシア連邦軍は供給量を超えるAK74Mの在庫を抱えているため、AK-12の採用を完全には放棄しないが採用は見送るだろうとした。
2011年12月、最初の試作品が完成し、2012年1月、イズマッシュは試作品を公開し、工場試験を開始している事が報道された。1月24日にはドミトリー・ロゴージン副首相がイズマッシュを訪問した。ズロービン技師は既存の主力小銃からの改善点をロゴージンに伝え、ロゴージンは現代的な小火器の要求を満たす新しいアサルトライフルに謝意を述べたが、主力小銃として採用されることは決定しなかった。
2012年5月2日、イズマッシュのチーフデザイナーであるズロービン技師は、ソルネチノゴルスクで行われた省庁間作業部会において、AK-12のプレゼンテーションを軍事産業委員会、国防省、保安庁、内務省に向けて行った。これら法執行機関すべての職員は、AK74Mよりも反動が少ない点などを評価したとされる。
2012年6月27日から開催された国際技術フォーラム"Технологии в машиностроении-2012"（TVM-2012）でAK-12が展示された。ここでは、ズロービン技師がAK-12について「AK-12の開発は完全に現代のトレンドに沿ったものだ」と発言した。
2012年11月、イズマッシュは予備試験のため、モスクワにあるツニートチマッシにAK-12を送り、11月6日に試験場に到着した。この試験手順が終了しなければAK-12は量産体制に入らないと伝えられた。このころ、ズロービン技師はAK-12について「AK-12は既に量産可能で、すべての法執行機関の間で大きな関心を寄せている。」と発言している。
2013年9月、国防省はAK-12に対して設計の欠陥点を指摘し、採用を見送った。AK-12はデグチャレフ記念工場の開発した新型小銃A545に比べ信頼性、精度、また、人間工学的にも劣っていると判断された。当時の下院議員、フランツ・アドゥモヴィッチは、AK-12には非常に高い技術的要求をすべきで、国防省は次期小銃への要求を改善するべきだと発言した。また、この年にはイズマッシュはコンツェルン・カラシニコフ（以下カラシニコフ社）として統合された。
2015年2月21日、国防省は当時のラトニク計画の基本装備として、競合するA545に対し重量、コストが優れるとしてAK-12を選択した。しかし、同年4月には、A545の特性も鑑み基本装備として選択した。つまり、どちらの銃が連邦軍に制式採用されるか決定していない。
2016年5月、AK-12を基にコンパクトかつ伸縮折り畳み式ストックを備えたカラシニコフ社の新しいプロトタイプ、AK-400の存在が一般に報道された。報道によるとカラシニコフ社は、2015年末にシークレットサービス主催の会議で政府機関向けに発表したとされる。カラシニコフ社はAK-400を、シークレットサービスや保安庁特殊部隊などの精鋭部隊に売り込んでいるとされる。
2016年9月、武器・兵器の国際フォーラム「ARMY-2016」にてカラシニコフ社は、AK-400プロトタイプから製作されたAK-12の最終生産型を発表した。また7.62x39mm弾を使用する派生型AK-15、5.45x39mm弾を使用する分隊支援火器RPK-16も紹介された。同時に、AK-12とAK-15の最終生産型がロシア陸軍の部隊テストが始まったと公表された。なお、AK-12プロトタイプで改善されたAK74Mの欠陥が回帰しており、「カラシニコフ・セルシリーズ（AK100シリーズ）とほとんど見分けがつかない」などと評価された。
2017年8月20日、ラトニク計画の装備としての全てのテストが終了したと報道された。カラシニコフ社によると、連邦軍は主力小銃としてAK-12を採用する予定であるとされている。
2018年1月、ロシア国防省がAK-12とAK-15の制式採用を承認したと、カラシニコフ社は発表した。
なお、デグチャレフ社の2機種、5.45x39mm弾使用モデルと7.62x39mm弾使用モデルも特殊部隊向けに採用されると報じられている。
2018年8月、「ARMY-2018」にてカラシニコフ社は7.62x51mm NATO弾を使用するAK-308のプロトタイプを発表した。
2020年8月、「ARMY-2020」にてカラシニコフ社は5.56x45mm NATO弾を使用するAK-19と、改良型のAK-12を発表した。改良型AK-12には、トリガーガードとグリップを一体化した新設計のグリップ・アセンブリ、従来のものより細身で軽量化された6段階伸縮折り畳み式ストック、タンジェント式からダイヤル調整式へと変更されたリアサイトといった改良が施されている。これらの改良は、同時発表されたAK-19と、既存モデルのAK-15やAK-308にも適用されている。
2021年8月、「ARMY-2021」にてカラシニコフ社は改良型のAK-12を発表した。2020年に発表されたモデルに、新たにチークライザーの追加、セレクターのアンビ化、2点バースト機能の廃止、アッパーハンドガードの変更といった改良が施されている。
2023年5月26日、カラシニコフ社は特別軍事作戦（ウクライナ侵攻）での戦訓を反映した、新たなる改良型のAK-12を発表した。目立った効果がなく構造が複雑化するとして2点バースト機能を廃止した他、左右どちらの親指でも操作できるように改良されたアンビタイプ・セレクター、QDタイプのサウンドサプレッサー（PMS）を装着できる銃身固定のフラッシュサプレッサー・コンペンセイター、穴径が切り替えられるダイヤル調整式リアサイト、熱遮断性および耐久性が向上したハンドガード等、銃の操作を容易にする改良が施されている。この新型AK-12は評価のためウクライナへ既に移送されている。

## バリエーション
AK-12 (3型)（AK-12 2023年モデル）のオペレーションマニュアルでは、AK-12を量産期間とその特徴から、1型から3型までの3種に分類している。
1型
2018年から2021年まで量産が行なわれたAK-12 (1型)（ロシア語: 5,45 мм автомат Калашникова АК-12 (тип 1)）は以下の特徴を持つ。
- 伸縮折り畳み式ストックで、バットストックは金属製ストックパイプに取り付けられており、レシーバーのリアトラニオンブロックにヒンジで取り付けられている。ストックパイプの中にはアクセサリーを収めたコンテナ[注 3]がある。
- グリップにはフィンガーチャンネルがあり、グリップの内側にはペタルロック式のケース[注 4]がある。
- ディオプタータイプの固定式リアサイトを備えたタンジェント・アイアンサイト。
- バースト・カットオフ機構を備えたトリガーメカニズム。
- レシーバーの右側にある鍵（）形の射撃モードセレクター。
- 曲面内側にクリーニングロッドを収めるための突起がないフォアエンド（ロアーハンドガード）。
- ガスチューブから着脱可能な、オプション装備用の穴が開いたハンドガード（アッパーハンドガード）。
- 着脱可能なマズルブレーキ。

2型
2021年1月から2023年10月まで量産が行なわれたAK-12 (2型)（ロシア語: 5,45 мм автомат Калашникова АК-12 (тип 2)）は以下の特徴を持つ。
- 総プラスチック製の伸縮折り畳み式ストック。
- グリップはトリガーガードと一体化されており、アクセサリーを収めたケース[注 5]がグリップ内にある。
- 6段階の距離切り替え可能なドラムと固定式リアサイトを備えたディオプター・アイアンサイト。
- バースト・カットオフ機構を備えたトリガーメカニズム。
- レシーバーの右側にある鍵（）形の射撃モードセレクター。
- フォアエンド（ロアーハンドガード）内部にクリーニングロッドを取り付けるための突起が備え付けられている。
- ガスチューブから着脱可能な、オプション装備用の穴があるハンドガード（アッパーハンドガード）。
- 着脱可能なマズルブレーキ。

3型
2023年10月から現在まで量産が行われているAK-12 (3型)（ロシア語: 5,45 мм автомат Калашникова АК-12 (тип 3)）は以下の特徴を持つ。
- 総プラスチック製の伸縮折り畳み式ストック。
- グリップはトリガーガードと一体化されており、アクセサリーを収めたケースがグリップ内にある。
- 4段階の距離切り替え可能なドラムとフリップアップ式リアサイトを備えたディオプター・アイアンサイト。
- バースト・カットオフ機構がないトリガーメカニズム。
- 両面にある射撃モードセレクターレバーと、レシーバーの切り欠きの開口部を覆うカバー（"ПР"（セーフティ）ポジション時）。
- さらに装備をマウントするための（ピカティニーレール取り付け用の）ホールがあるフォアエンド（ロアーハンドガード）。
- ガスチューブに固定された、分離不可能なハンドガード（アッパーハンドガード）。
- 着脱不可能なフラッシュサプレッサー。

## 派生型

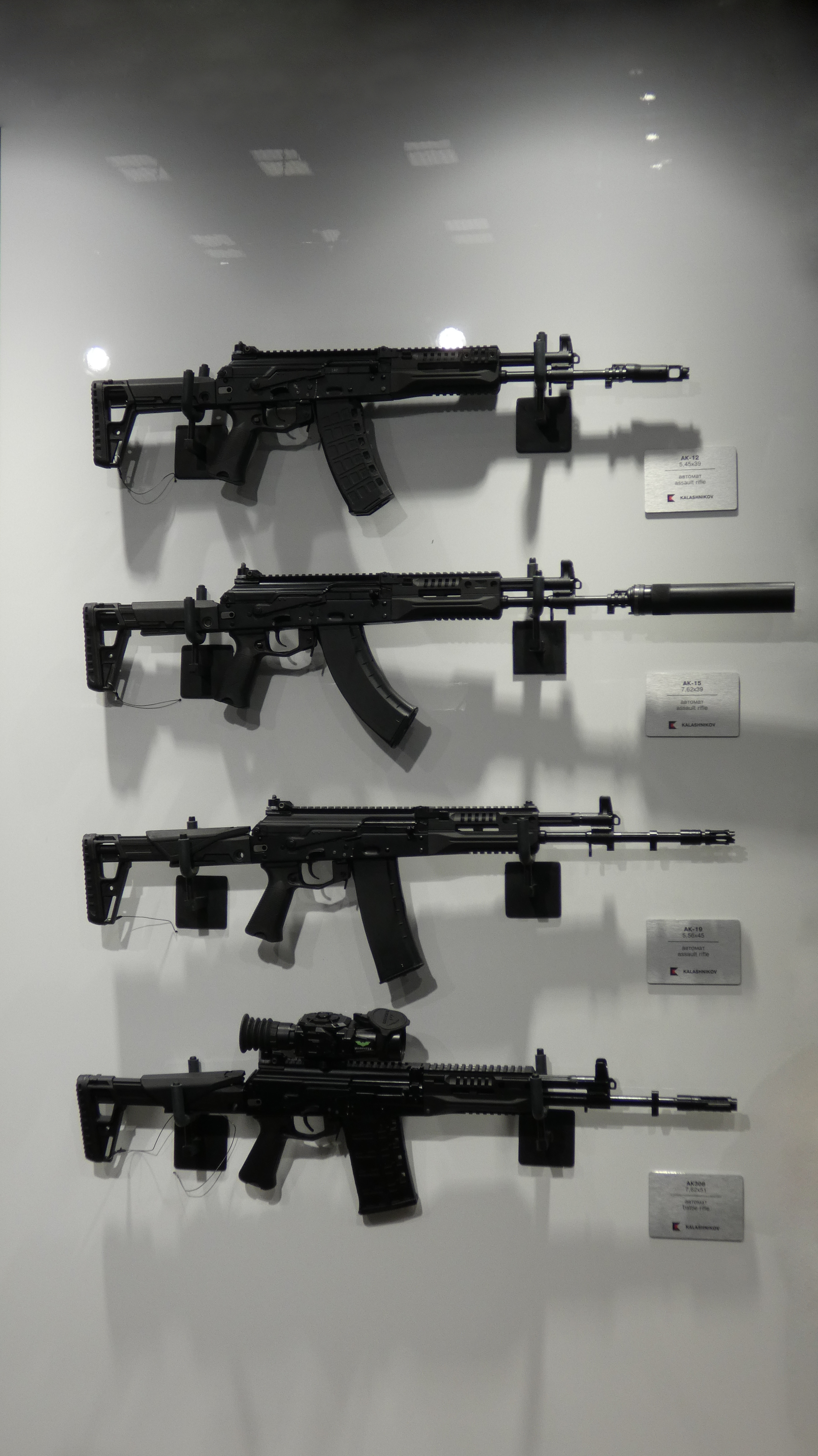
ARMY-2021にて展示されたRatnikシリーズ。上からAK-12、AK-15、AK-19、AK-308。

### AK-12K（AK-12C）
AK-12K（ロシア語: 5,45 мм автомат Калашникова АК-12 укороченный、「5.45mmカラシニコフ自動小銃 AK-12 短縮型」の意。英語名称はAK-12C(英語: Kalashnikov AK-12 compact assault rifle)）は、AK-12 (1型)の銃身長を290 mmまで短縮し、専用のフラッシュハイダーを装備するなどの改良を施したコンパクトモデル。2017年8月の「ARMY-2017」にて公開された。2025年2月、アブダビの国際防衛展示会「IDEX 2025」では、AK-12 (3型)に準じた改良が施されたモデルが公開された。

### AK-12SP
実地試験の結果を受けて、ロシア国防省の要求に応じて改設計された特殊部隊向け仕様。2021年8月の「ARMY-2021」にて公開された。AK-12 (2型)をベースに機関部の動作が効率化され、ハンドガードは左右に3つのM-LOKスロットが追加されたものに変更された。セレクター基部には小型のレバーが追加され、より操作しやすくなっており、レシーバー左側面には親指操作可能な小型のセレクターレバーが追加されているほか、2点バースト機能は廃止されている。

### AK-12SPK
AK-12SPのコンパクトモデル。2021年8月の「ARMY-2021」にて公開された。短縮された銃身とガスブロックを備えている。AK-12SPとは異なる専用のフラッシュハイダーを備えていて取り外すことでサプレッサーを取り付けできる。ハンドガードは左右12ヶ所ずつのM-LOKスロットを備えた、ガスブロックまで覆う専用のものに変更されている。

### AK-12SK（AK-12SC）
AK-12SK（ロシア語: 5,45 мм автомат Калашникова АК-12 малогабаритный、「5.45mmカラシニコフ自動小銃 AK-12 小型」の意。英語名称はAK-12SC(英語: Kalashnikov AK-12 subcompact assault rifle)）は、AK-12 (3型)の銃身長を228 mmまで短縮したサブコンパクトモデル。2025年2月の「IDEX 2025」にて公開された。AM-17に似た右側面折りたたみ式の伸縮ストック、専用のフラッシュハイダーを装備するなどの改良が施されているほか、銃身の短縮化に伴ってフロントサイトはハンドガード上部のレール上に装備されている。また、2025年5月のガンスミス・ジャーナリスト・スクール研修会にて、ロシア国内メディア向けにAK-12KおよびAK-12SKが初公開され、左右6ヶ所ずつのM-LOKスロットを備えた軽合金製の新型ハンドガードを装備した改良型AK-12SKも公開された。

### AK-15

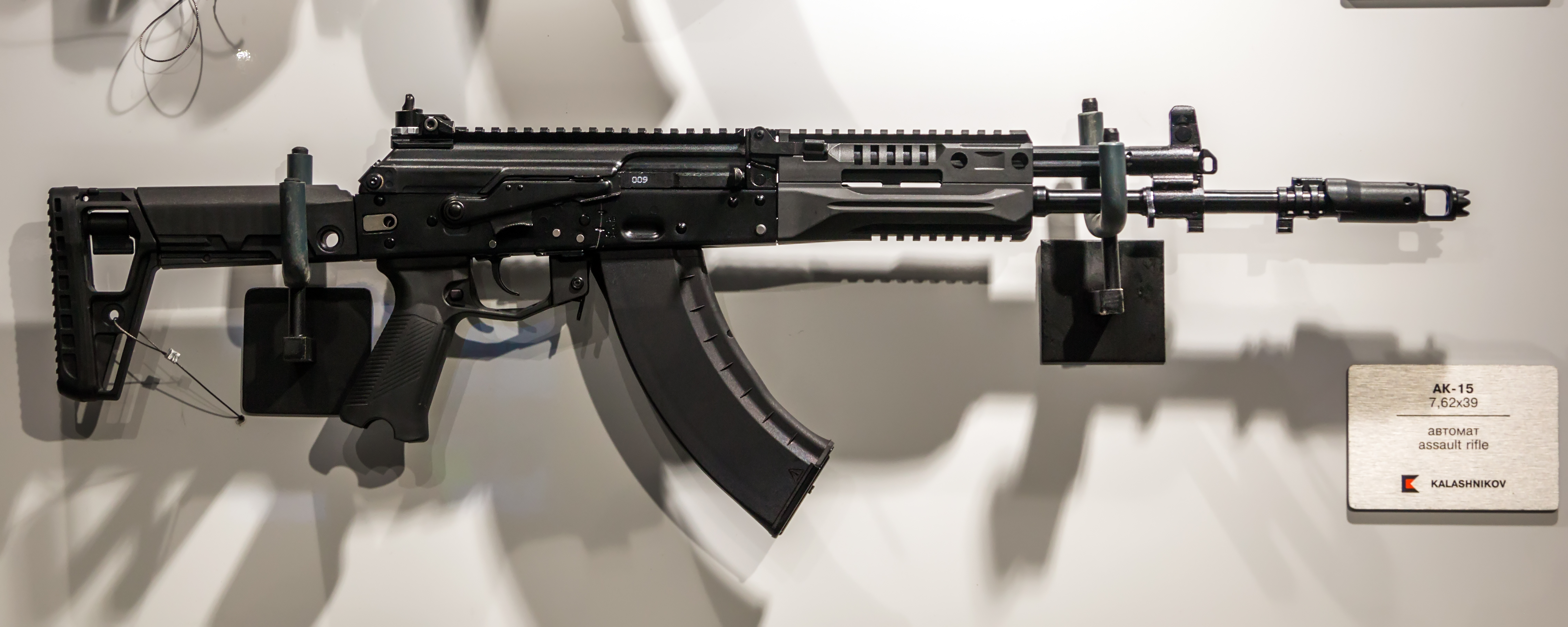
ARMY-2022にて展示されたAK-15。

AK-15（ロシア語: 7,62 мм автомат Калашникова АК-15、「7.62mmカラシニコフ自動小銃 AK-15」の意）(GRAU：6P71)は、AK-12を7.62x39mm弾を使用できるよう変更したモデル。2016年8月の「ARMY-2016」にてAK-12と共に公開された。2021年2月の「IDEX 2021」にて、AK-12 (2型)と同様の改良が施されたモデルが公開された。また、2024年8月の「ARMY-2024」にて、AK-12 (3型)と同様の改良が施されたモデルが公開された。

### AK-15K（AK-15C）
AK-15K（ロシア語: 7,62 мм автомат Калашникова АК-15 укороченный、「7.62mmカラシニコフ自動小銃 AK-15 短縮型」の意。英語名称はAK-15C(英語: Kalashnikov AK-15 compact assault rifle)）は、AK-15 2016年モデルの銃身長を290 mmまで短縮し、専用のフラッシュハイダーを装備するなどの改良を施したコンパクトモデル。2017年8月の「ARMY-2017」にて公開された。2025年2月の「IDEX 2025」では、AK-12 (3型)に準じた改良が施されたモデルが公開された。

### AK-15SK（AK-15SC）
AK-15SK（ロシア語: 7,62 мм автомат Калашникова АК-15 малогабаритный、「7.62mmカラシニコフ自動小銃 AK-15 小型」の意。英語名称はAK-15SC(英語: Kalashnikov AK-15 subcompact assault rifle)）は、AK-12 (3型)と同仕様のAK-15の銃身長を228 mmまで短縮したサブコンパクトモデル。2025年2月の「IDEX 2025」にて公開された。AM-17に似た右側面折りたたみ式の伸縮ストック、専用のフラッシュハイダーを装備するなどの改良が施されているほか、銃身の短縮化に伴ってフロントサイトはハンドガード上部のレール上に装備されている。

### AK-19

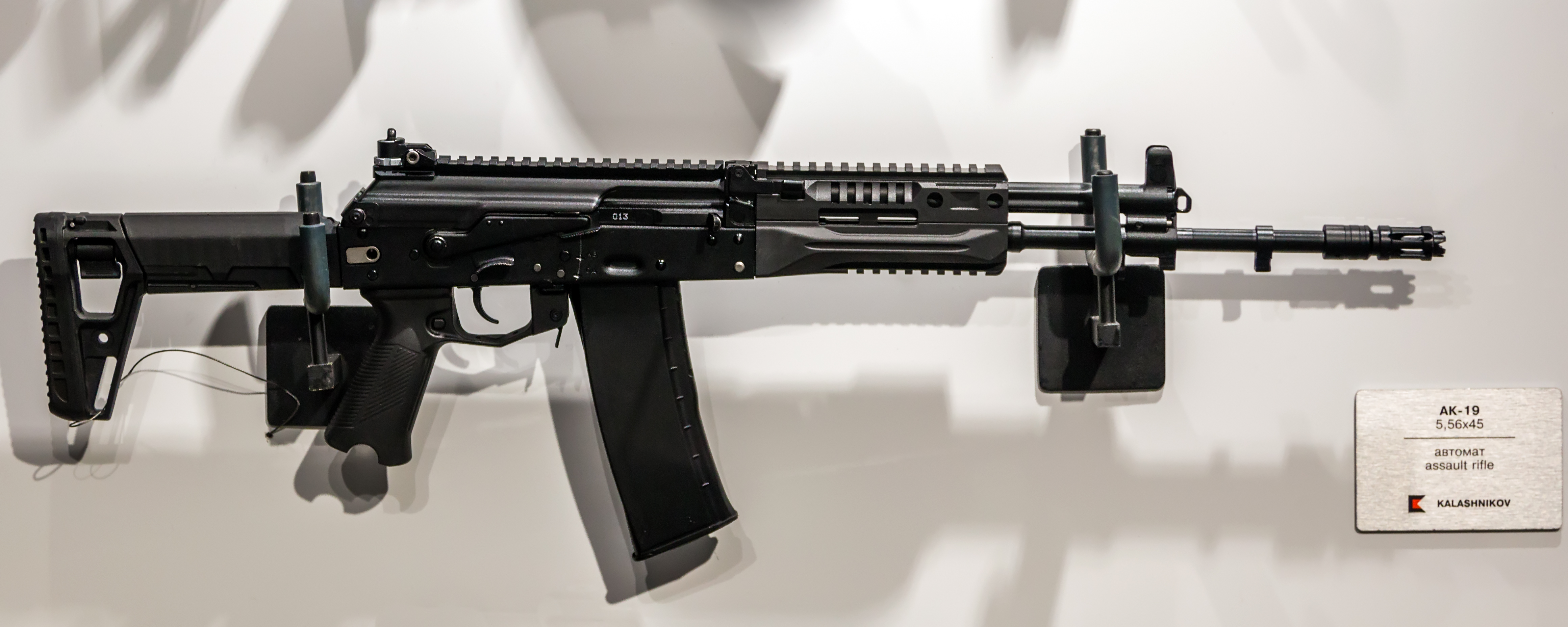
ARMY-2022にて展示されたAK-19。

AK-19（ロシア語: 5,56 мм автомат Калашникова АК-19、「5.56mmカラシニコフ自動小銃 AK-19」の意）は、AK-12を5.56x45mm NATO弾を使用できるよう変更したモデルで、AK-12 (2型)と同様の改良が予め施され、専用の固定式フラッシュハイダーを装備した仕様となっている。2020年8月の「ARMY-2020」にて公開された。2024年8月の「ARMY-2024」にて、AK-12 (3型)と同様の改良が施されたモデルが公開された。

### AK-19 CQB
AK-12 (3型)と同仕様のAK-19の銃身長を290 mmまで短縮したコンパクトモデル。2023年8月の「ARMY-2023」にて公開された。新たなデザインのフラッシュハイダーが取り付けられており、AK-12 (3型)と同様にフラッシュハイダーの上からPMS(サプレッサー)を被せることで消音できる設計になっている。

### AK-308

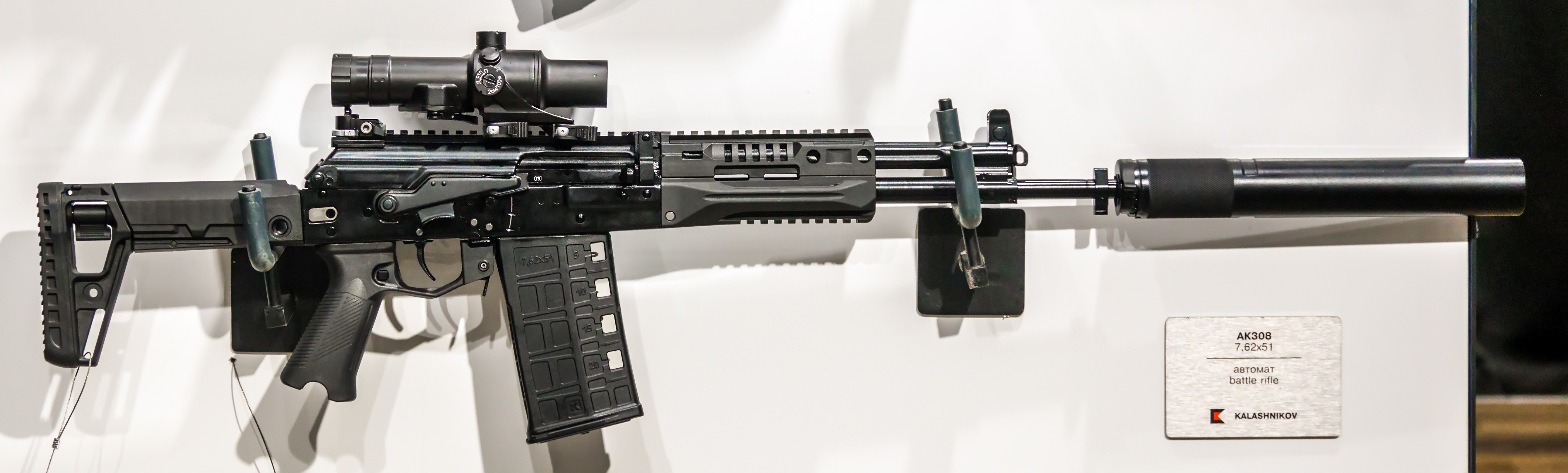
ARMY-2022にて展示されたAK-308。スコープおよびサプレッサーが取り付けられている。

AK-308（ロシア語: 7,62 мм автомат Калашникова АК-308、「7.62mmカラシニコフ自動小銃 AK-308」の意）は、ロシア国外の潜在的な国際顧客の要求に応じて開発されたバトルライフルで、7.62x51mm NATO弾を使用する。AKシリーズは中間弾薬を使用する前提で設計されており、より強力な弾薬による高い負荷に対応するために、各所が延長・強化されている。2018年8月の「ARMY-2018」にて公開された。2021年8月の「ARMY-2021」にて、AK-12 (2型)と同様の改良が施されたモデルが公開された。また、2024年8月の「ARMY-2024」にて、AK-12 (3型)と同様の改良が施され、延長された専用ハンドガードが装備されたモデルが公開された。

### AK-22
AK-22は、AK-12を新型の6.02×41mm弾を使用できるよう変更したモデル。AK-12 (2型)と同様の改良が予め施され、AK-12 (3型)のものに似た専用の固定式フラッシュハイダーを装備した仕様となっている。2023年12月に特許登録された6.02x41mm弾とともに公開された。

### TR3
TR3は、Ratnikシリーズの民間向けモデル。2018年8月にAK-12 (1型)をベースとしたTR3（後にTR3 gen.1となる。）が公開され、2019年8月に販売が開始された。民間仕様として、フルオートおよび2点バースト機能が廃止されセミオートのみに限定された射撃モード、ストックを折り畳んだ状態では射撃できないよう変更されたトリガーメカニズム、装弾数を10発に制限された弾倉等の改修が加えられている。バリエーションとして、5.45x39mm弾を使用するAK-12をベースにしたモデルおよび7.62x39mm弾を使用するAK-15をベースにしたモデルのほか、.366 TKM弾を使用するAK-15をベースにしたスムースボアモデルがある。2022年6月にはAK-12 (2型)と同様の改良が施されたTR3 gen.2が公開、販売開始された。バリエーションとして、5.45x39mm弾または7.62x39mm弾を使用するモデルに加え、.223レミントン弾を使用するAK-19をベースにしたモデルが新たに加えられた。

## 運用国
- アルメニア: 2018年8月、AK-12とAK-15の製造に係る合意が締結され、2019年に50丁がテストされた[85]。
- ベラルーシ: ベラルーシ特殊作戦軍第5独立特殊任務旅団（ロシア語版、ベラルーシ語版）の60周年記念式典にて、EOTECH社製の光学照準器を装着したAK-12の配備が確認されている[86][87]。
- 朝鮮民主主義人民共和国: 2024年11月、北朝鮮のロシア派兵に伴い、派遣された北朝鮮人民軍兵士にもAK-12が供与されたことが報告されている[88]。
- カタール: 2018年12月のパレードで、Qatari Emiri ForcesによるAK-12の配備が確認された[89]。
- ロシア: AK-400プロトタイプに基づくAK-12 (GRAU designationコード名 6P70)、AK-15 (6P71)が2018年1月制式採用された[90][28]。2018年12月に最初の2,500丁のAK-12が引き渡された。ロシア国防省はカラシニコフ・コンツェルン社と3年契約を締結し、150,000丁のAK-12とAK-15が2019年、2020年、2021年に引き渡される予定である。2020年8月にカラシニコフ・コンツェルン社は、ロシア国防省はAK-12の主要な顧客でありAK-74Mを段階的に代替させて行く見通しであること、更に国名は明示しないが近隣諸国への輸出も行われていることを公表した[91][92][93][94][95]。引渡しは迅速に進んでおり2020年には37,600丁が引き渡された[96][97][98][99][100][101][102]。2021年8月に新契約が締結された[103]。ロシア空挺軍の複数部隊が2020年半ばに1,000丁のAK-12を受領している[104][105]。
2019年5月のモスクワ戦勝記念パレードにてロシア空挺部隊が様々なアクセサリーを装着したAK-12を配備して姿を見せた。ロシア国境警備隊でも配備された。カラシニコフ・コンツェルン社とロシア国防省は、2018年2月にRPK-16分隊支援火器の調達に関し契約を締結している。これは実験的な運用と実戦経験に基づくものである[106][107]。
- ウクライナ: 2022年ロシアのウクライナ侵攻の間、ウクライナ軍がロシア側から鹵獲したAK-12を使用していることが確認されている[108]。また、ドンバスの親ロシア派分離主義勢力も多数のAK-12を使用していることが確認されている[109]。